# بي إم دبليو آر 1200 آر تي
بي إم دبليو آر1200 آر تي (بالإنجليزية: BMW R1200RT)‏ هي دراجة نارية من تصنيع بي إم دبليو.